# Zerihun Tadele
Zerihun Tadele Derese (ur. 25 marca 1993 w Addis Abebie) – etiopski piłkarz grający na pozycji bramkarza. Od 2020 jest zawodnikiem klubu EEPCo.

## Kariera klubowa
Swoją karierę piłkarską Zerihun rozpoczął w klubie Saint-George SA ze stolicy kraju, Addis Abeby. W jego barwach zadebiutował w 2010 roku w pierwszej lidze etiopskiej. W sezonach 2010/2011 i 2015/2016 zdobył z nim dwa Puchary Etiopii, a w sezonach 2011/2012, 2013/2014, 2014/2015, 2015/2016 i 2016/2017 wywalczył pięć mistrzostw Etiopii. W latach 2018–2020 grał w Jimma Aba Jifar FC, a w 2020 przeszedł do EEPCo.

## Kariera reprezentacyjna
W reprezentacji Etiopii Zerihun zadebiutował 27 marca 2011 roku w przegranym 0:4 meczu kwalifikacji do Pucharu Narodów Afryki 2012 z Nigerią. W 2013 roku został powołany do kadry na Puchar Narodów Afryki 2013.